# Haus der Weisheit (Kairo)
Das Haus der Weisheit (arabisch دار الحكمة, DMG dār al-ḥikma) oder Haus der Wissenschaft (دار العلم dār al-ʿilm) war eine Art Akademie und ein Zentrum der theologischen und philosophischen Studien mit einer umfangreichen Bibliothek in Kairo in der Ära der Dynastie der schiitisch-ismailitischen Fatimiden. 
Sie wurde von dem Fatimiden-Imam-Kalifen Hakim am 24. März 1005 (395 n.H.) gegründet. Darin wurden Arabisch, Philosophie, Astronomie, Mathematik, Medizin und Astrologie gelehrt. 
Viele dāʿī (Missionare) der Fatimiden erhielten an dieser Institution zumindest einen Teil ihrer Ausbildung, die der ismailitischen daʿwa (Mission) diente.
Während der Plünderungen Ende 1068 als Folge des Zusammenbruchs des Fatimidenreichs unter al-Mustanṣir wurde die Bibliothek im November 1068 geleert. Ein größerer Teil der Bücher gelangte in den Besitz des Alexandriners ʿImād ad-Daula Abū al-Faḍl ibn al-Muḥtariq. Nach seinem Tod wurden sie verschleppt oder vernichtet, weil man in ihnen die Lehren der Ismailiten vermutete.
Der Historiker al-Maqrīzī hat eine Beschreibung der Bibliothek überliefert.
Hakim war der 6. Fatimiden-Kalif und 16. Ismailiten-Imam der Fatimiden, der Erste, der in Ägypten geboren wurde. Er befahl auch den Bau einer weiteren Moschee in Kairo neben der bereits bestehenden Azhar-Moschee, dem religiösen Zentrum der Schule der Ismailiten. Diese neue Moschee trägt den Namen al-Hakim-Moschee (مسجد الحاكم بأمر الله). Zur gleichen Zeit erbaute er eine Koranschule (halqa), an der die Prinzipien des juristischen Denkens und der Theologie der schiitischen Ismailiten gelehrt wurden.